# Pantisarthrus dispar
Pantisarthrus dispar är en stekelart som beskrevs av Rossem 1981. Pantisarthrus dispar ingår i släktet Pantisarthrus och familjen brokparasitsteklar. Arten är reproducerande i Sverige. Inga underarter finns listade i Catalogue of Life.